# Fernando Verdasco
Fernando Verdasco Carmona (født 15. november 1983 i Madrid, Spanien) er en spansk tennisspiller, der blev professionel i 2001. Han har igennem sin karriere (pr. september 2010) vundet fem single- og én doubletitel, og hans højeste placering på ATP's verdensrangliste er en 7. plads, som han opnåede i april 2009. 

## Grand Slam
Verdasco havde sin største succes i Grand Slam sammenhæng, under Australian Open 2009 hvor han nåede til semifinalen, før han blev slået ud af verdens nummer 1 Rafael Nadal i en 5-sæts kamp, der samtidig blev den længste kamp i AO's historie